# Непал на зимних Олимпийских играх 2002
Непал принимал участие в Зимних Олимпийских играх 2002 года в Солт-Лейк-Сити (США) в первый раз за свою историю, но не завоевал ни одной медали.

## Результаты

### Лыжные гонки
Спортсменов — 1
Спринт
| Лыжник         | Квалификация | Квалификация | Четвертьфинал        | Четвертьфинал        | Полуфинал            | Полуфинал            | Финал                | Финал                |
| Лыжник         | Время        | Место        | Время                | Место                | Время                | Место                | Время                | Итоговое место       |
| -------------- | ------------ | ------------ | -------------------- | -------------------- | -------------------- | -------------------- | -------------------- | -------------------- |
| Джаярам Кхадка | 4:48.42      | 70           | Завершил выступление | Завершил выступление | Завершил выступление | Завершил выступление | Завершил выступление | Завершил выступление |

Преследование
| Лыжник         | 10 км классическим стилем | 10 км классическим стилем | 10 км преследование коньковым стилем | 10 км преследование коньковым стилем |
| Лыжник         | Время                     | Место                     | Время                                | Итоговое место                       |
| -------------- | ------------------------- | ------------------------- | ------------------------------------ | ------------------------------------ |
| Джаярам Кхадка | 44:20.3                   | 79                        | Не прошел                            | Не прошел                            |